# Notpron
Notpron – internetowa gra, przez samego autora uważana za jedną z najtrudniejszych gier na świecie. Liczy sobie 140 plansz (do października 2020), które - według danych dostarczonych przez autora - ukończyło jak dotąd (stan na grudzień 2020) zaledwie siedemdziesiąt siedem osób (169 osób zanim dodano nowy poziom).
Autor gry po osiągnięciu 100 graczy którzy ukończyli ostatni poziom postanowił zamknąć dwa ostatnie poziomy Nu (jeden fałszywy, drugi prawdziwy). Gra dzisiaj (stan na luty 2021) liczy 138 plansz.
Gra złożona jest z kolejnych ekranów, na każdym ekranie ukryta jest wskazówka, która prowadzi do kolejnej planszy.